# Угвали
Угвали (груз. უღვალი) — село в Грузии, на территории Местийского муниципалитета края (мхаре) Самегрело-Верхняя Сванетия.

## География
Село находится в северо-западной части Грузии, на левом берегу реки Лешта (правый приток Ингури), на расстоянии приблизительно 15 километров (по прямой) к западу от посёлка городского типа Местиа, административного центра муниципалитета. Абсолютная высота — 1514 метров над уровнем моря.

## Население
По результатам официальной переписи населения 2014 года в Угвали проживало 5 человек (3 мужчины и 2 женщины). В национальной структуре населения грузины составляли 100 %.
| Год  | Население, человек |
| ---- | ------------------ |
| 2002 | 16                 |
| 2014 | ↘ 5                |